# Pani Łyżeczka
Pani Łyżeczka / Cudowny talizman (jap. スプーンおばさん Supūn Obasan) – japoński serial animowany wyprodukowany przez Studio Pierrot w 1983 roku oparty na podstawie powieści norweskiego pisarza Alfa Prøysena. Serial składa się ze 130 odcinków. W oryginalnej wersji głównej bohaterce głosu użycza Reiko Seno.
Tytułowa bohaterka mieszka razem ze swoim mężem w małej wiosce. Pani Łyżeczka posiada niezwykłą zdolność. Co pewien czas zmniejsza się, osiągając rozmiary nie większe od łyżeczki.

## Wersja polska
W Polsce serial był emitowany w „Wieczorynce” od 8 maja 1987 roku na kanale TVP1. Głosu Pani Łyżeczki użycza Anna Seniuk. Piosenkę tytułową i końcową w polskiej wersji językowej śpiewała Maria Winiarska.
Wersja polska: Studio Opracowań Filmów w Warszawie

Reżyseria: Zofia Dybowska-Aleksandrowicz

Dialogi polskie:
- Stanisława Dziedziczak
- Krystyna Albrecht
- Krystyna Skibińska-Subocz

Operator dźwięku: 
- Stanisław Uszyński
- Jerzy Januszewski

Montaż:
- Dorota Bochenek
- Halina Ryszowiecka
- Anna Łukasik
- Danuta Sierant
- Jolanta Nowaczewska
- Gabriela Turant-Wiśniewska

Kierownik produkcji: 
- Mieczysława Kucharska
- Jan Szatkowski

Wystąpili:
- Anna Seniuk – Pani Łyżeczka
- Hanna Kinder-Kiss – Rudy

i inni
Śpiewała: Maria Winiarska
Źródło: